# أندرياس لامبروبولوس
أندرياس لامبروبولوس (باليونانية: Ανδρέας Λαμπρόπουλος)‏ هو لاعب كرة قدم يوناني في مركز الوسط، ولد في 30 يوليو 1988 في باتراس في اليونان. شارك مع منتخب اليونان تحت 19 سنة لكرة القدم ومنتخب اليونان تحت 21 سنة لكرة القدم. أما مع النوادي، فقد لعب مع أريس ليماسول وأوفي كريت ونادي لاريسا.

## وصلات خارجية
- أندرياس لامبروبولوس على موقع قاعدة بيانات كرة القدم.إي يو (الإنجليزية)
- أندرياس لامبروبولوس على موقع Soccerway.com (الإنجليزية)